# Andreas Freytag (Politiker)
Andreas Freytag (* 4. November 1818 in Scheßlitz; † 4. Januar 1905 in München) war ein deutscher Jurist und Politiker (Mitglied des Reichstages).

## Leben und Wirken
Freytag war als Rechtsanwalt in München tätig. Von 1868 bis 1871 war er Mitglied des Zollparlaments für den Reichstagswahlkreis Oberbayern 5. Von 1869 bis 1881 war er Mitglied der bayerischen Kammer der Abgeordneten für den Wahlbezirk Wasserburg. Von 1871 bis 1874 war er für das Zentrum Mitglied des Reichstags für den Wahlkreis Oberpfalz 2 (Regensburg-Amberg) und von 1878 bis 1884 für den Wahlkreis Schwaben 1 (Augsburg.)
Um 1896 war er Mitglied im Aufsichtsrat der München-Dachauer AG für Maschinenpapierfabrikation.